# James Fleming (homme politique ontarien)
Pour les articles homonymes, voir James Fleming et Fleming.
James Fleming (20 juin 1839-5 octobre 1902) est un homme politique canadien de l'Ontario. Il est député fédéral libéral de la circonscription ontarienne de Peel de 1882 à 1887.

## Biographie
Né dans Vaughan Township dans le Haut-Canada, Fleming est né de parents provenant d'Écosse. Il étudie à l'école normale de Toronto où il enseigne pendant plusieurs années. En 1866, il est nommé au Barreau du Haut-Canada. Il sert comme procureur de la couronne et juge de paix du comté de Peel (en) de 1879 à 1882. Il occupe aussi un siège au conseil scolaire de Brampton.
Élu en 1882, il est défait en 1887.